# Boczki-Parcela
Boczki-Parcela – wieś w Polsce położona w województwie łódzkim, w powiecie zduńskowolskim, w gminie Szadek, (sołectwo Boczki) nad rzeką Pichną. 
W latach 1975–1998 miejscowość należała administracyjnie do województwa sieradzkiego.